# Городовка
Городовка (бел. Гарадоўка) — деревня в Чечерском районе Гомельской области Беларуси. Входит в состав Залесского сельсовета.

## География

### Расположение
В 9 км на юго-восток от Чечерска, 49 км от железнодорожной станции Буда-Кошелёвская (на линии Гомель — Жлобин), 63 км от Гомеля. На востоке и юге граничит с лесом.

### Гидрография
На реке Сож (приток реки Днепр).

## Транспортная сеть
Транспортные связи по просёлочной, затем автомобильной дороге Светиловичи — Залесье. Деревянные крестьянские усадьбы расположены около просёлочной дороги.

## История
Обнаруженные археологами курганный могильник (13 насыпей, в 0,5 км на юг от деревни, курган (в 2 км на юг от деревни) и стоянка эпохи неолита (на южной окраине) свидетельствуют о заселении этих мест с давних времён. Согласно письменным источникам известна с XIX века как селение в Покотской волости Рогачёвского уезда Могилёвской губернии. В 1909 году 230 десятин земли.
В 1926 году работал почтовый пункт, в Подосовском сельсовете Светиловичского района Гомельского округа. В 1930 году организован колхоз. Согласно переписи 1959 года в составе колхоза «Звезда» (центр — деревня Залесье).

## Население
- 1897 год — 9 дворов, 51 житель (согласно переписи).
- 1909 год — 12 дворов, 78 жителей.
- 1926 год — 18 дворов, 87 жителей.
- 1959 год — 114 жителей (согласно переписи).
- 2004 год — 5 хозяйств, 7 жителей.